# William Bowyer
Pour les articles homonymes, voir Bowyer.
William Bowyer est un typographe et imprimeur britannique. Né à Londres le 19 décembre 1699, il y est décédé le 13 novembre 1777.

## Biographie
Après des études au Collège St John's de Cambridge, il entre dans l'entreprise de son père (1722). En 1729, il devient l'imprimeur de la Chambre des communes britannique puis de la Société des Antiquaires (1736) dont il devient membre en 1737 et de la Société royale (1761). Ses préfaces et ses notes furent très réputées.
En 1757, il emploie John Nichols dont il fait son apprenti en 1759. Nichols sera son biographe et lui succèdera.

## Œuvres
Ses travaux les plus estimés furent les Œuvres de Selden (3 vol.1726) et le Lexicon de Schrevelius.